# فيزياء الأرض الحيوية
فيزياء الأرض الحيوية أو الجيوفيزياء الحيوية هي إحدى المجالات الفرعية لفيزياء الأرض أو الجيوفيزياء والتي تهتم بكيفية تغيير النباتات والنشاط الميكروبي والكائنات الحية الأخرى للمواد الجيولوجية وتؤثر على البصمة الجيوفيزيائية.

## وصلات خارجية
- American Geophysical Union Biogeosciences Section
- Journal of Geophysical Research - Biogeosciences
- European Geosciences Union (EGU) and Biogeosciences (BG)
- Advances in Astrobiology and Biogeophysics